# 向丘 (豊中市)
向丘（むかいがおか）は、大阪府豊中市の町丁の一つ。現行行政地名は向丘一丁目から向丘三丁目。郵便番号は560-0053。住居表示実施済み地域。

## 地理
北、西は春日町に、南は桜の町に、東は北緑丘、西緑丘、少路とそれぞれ接する。

## 歴史
- 1972年（昭和47年）- 住居表示の実施に伴い、大字少路、野畑と春日町の一部より向丘一丁目～三丁目が成立[要出典]。

## 校区
2024年（令和6年）5月現在、市立の小中学校に通う場合、校区は以下の通り。
| 町丁       | 小学校         | 中学校       |
| ---------- | -------------- | ------------ |
| 向丘一丁目 | 桜井谷東小学校 | 第二中学校   |
| 向丘二丁目 | 野畑小学校     | 第十四中学校 |
| 向丘三丁目 | 野畑小学校     | 第十四中学校 |

## 事業所・従業員数
2021年（令和3年）実施の経済センサス活動調査によると、事業所・従業員数は以下の通り。
| 町丁       | 事業所数 | 従業員数 |
| ---------- | -------- | -------- |
| 向丘一丁目 | 19事業所 | 175人    |
| 向丘二丁目 | 23事業所 | 212人    |
| 向丘三丁目 | 26事業所 | 243人    |

## 世帯数・人口
2025年（令和7年）7月1日現在の丁目別人口は以下の通り。
| 町丁       | 世帯数  | 人口    |
| ---------- | ------- | ------- |
| 向丘一丁目 | 451世帯 | 1,034人 |
| 向丘二丁目 | 314世帯 | 708人   |
| 向丘三丁目 | 534世帯 | 1,055人 |

## 交通
阪急バスが町域の東端にあたる府道43号線に乗り入れており、豊中駅、千里中央駅、柴原阪大前駅（平日のみ）へ向かう千里営業所管轄のバス路線が通っている。なお、町域には鉄道は走っていない。最寄り駅は少路駅。

### 阪急バス
- 野畑小学校前停留所
- 西緑丘停留所
- 少路二丁目停留所

## 施設

### 公園
- 野畑南公園

### 教育機関
- 豊中市立野畑小学校

### その他
- 野畑さくら通り（千里川）